# Frauenbibliothek MONAliesA
Die MONAliesA – Feministische Bibliothek und Archiv Leipzig ist eine 1990 gegründete Frauenbibliothek in Leipzig. Sie wird vom Lotta e.V. getragen und befindet sich im Haus der Demokratie in der Bernhard-Göring-Straße 152.

## Geschichte
Die Idee für die Frauenbibliothek entstand schon kurz nach der Wende. Aus diesem Grund wurde die Fraueninitiative Leipzig ins Leben gerufen. Nach einer Anschubfinanzierung durch das Bundesministerium für Frauen und Jugend gelang eine Büchersammlung, wobei mit Hilfe verschiedener Frauenbibliotheken aus den Alten Bundesländern bereits etwa 1500 Medien gesammelt wurden. Bereits ab 1991 wurden regelmäßig Lesungen und Referate zu und von verschiedenen Autorinnen  gehalten. Außerdem gibt der Verein auch noch die Frauenblätter heraus, welche Rezensionen veröffentlichen. Nach dieser Anfangsphase entwickelte sich ein verzweigtes Netz zwischen der Bibliothek, den Frauen- und Mutterhäusern der Stadt und zahlreichen anderen Vereinen. Der Name MONAliesA wurde ebenfalls zu diesem Zeitpunkt eingeführt.
1993 fand die Fachtagung der Frauen- und Lesbenarchive und -bibliotheken im deutschsprachigen Raum in Leipzig statt.
Am 4. Februar 1997 musste die Bibliothek nach Kürzungen der öffentlichen Mittel aus Geldmangel schließen.
Jedoch konnten die Ämter durch Protestaktionen zu einem Einlenken bewegt werden, so dass die Bibliothek schon am 6. Mai 1997 wiedereröffnet werden konnte. Als Konsequenz aus der Schließung kam es im Juli 1997 zur Gründung des MONAliesA e. V. 2001 war die Bibliothek erneut Gastgeberin der Tagung der Frauen- und Lesbenarchive und -bibliotheken im deutschsprachigen Raum. Schrittweise wurde die Bibliothek vergrößert, so dass ein Umzug in das Haus der Demokratie nötig wurde, wo spezielle Räume für die Mädchenveranstaltungen, die Galerie und die Film- und Musikmedien eingerichtet wurden. Mittlerweile wurde die Bibliothek als Archiv für die Frauenliteratur der DDR und der Wendezeit genutzt.
MONAliesA beteiligt sich jedes Jahr am Literaturfest Leipzig liest der Leipziger Buchmesse sowie an der Interkulturellen Woche Leipzig. 2002 beteiligte sich das Haus an den Protestaktionen der Freien Szene gegen die Kürzungen der Förderung durch die Stadt Leipzig. Im Jahr 2005 verließ Susanne Scharff die Frauenbibliothek, neue Geschäftsführerin wurde Hella Rößiger. 2010 löste Jessika Bock Hella Rößiger ab.
Ende 2013 geriet der bisherige Trägerverein MONAliesA e. V. in eine finanzielle Krise und musste 2014 einen Antrag auf Eröffnung eines Insolvenzverfahrens stellen; die Bibliothek wurde geschlossen. Mit einem neuen Trägerverein, dem Lotta e. V., wurde MONAliesA am 17. September 2014 feierlich wiedereröffnet und in MONAliesA Feministische Bibliothek umbenannt. Seit 2023 erscheint ein neuer Name auf der Website: MONAliesA – Feministische Bibliothek und Archiv Leipzig.
Die Bibliothek ist Teil des Dachverbandes i.d.a.
Momentan befinden sich in der Bibliothek etwa 20.000 Medieneinheiten. Die Bestände von Bibliothek und Archiv sind online einsehbar. Außerdem finden regelmäßig Veranstaltungen statt.